# Dragon's Lair III: The Curse of Mordread
Dragon's Lair III: The Curse of Mordread est un jeu vidéo de type film interactif développé par Don Bluth Multimedia et édité par ReadySoft, sorti en 1993 sur DOS, Mac, Amiga et Atari ST.

## Accueil
- ST Format : 55 % (Atari ST)[1]